# KSV White Star Adinkerke
KSV White Star Adinkerke is een Belgische voetbalclub uit Adinkerke. De club is aangesloten bij de KBVB met stamnummer 2521 en heeft paars en wit als kleuren.

## Geschiedenis
De club werd opgericht in 1937 en sloot zich aan bij de Belgische Voetbalbond. De clubnaam werd White Star Adinkerke, omdat de eerste voorzitter, Désiré Decang, en zijn broer supporters waren van de Brusselse club White Star AC. Adinkerke bleef de volgende decennia in de laagste provinciale reeksen spelen. In 1972 kwam men een eerste keer ook met een jeugdploeg in competitie, namelijk een knapenploeg. In 1979 zou de eerste juniorenploeg volgen.
In 1977 behaalde WS Adinkerke de titel en promoveerde men naar Derde Provinciale. Ook daar bleef men goede resultaten behalen. In 1981 greep men nog net naast promotie na het verliezen van een testwedstrijd, maar in 1982 promoveerde Adinkerke toch naar Tweede Provinciale. Na twee jaar zakte men echter weer terug naar Derde.
White Star bleef de volgende decennia in Derde, soms in Tweede, Provinciale spelen. In het begin van de 21ste eeuw kon de club zich meerdere seizoenen in Tweede Provinciale handhaven, na een promotie in 2005. In 2008 zakte men nog even een seizoen terug naar Derde Provinciale, maar White Star kon al na ene jaar zijn plaats in Tweede weer innemen, waar men in 2012 het 75-jarig bestaan vierde en uiteindelijk in 2013 kampioen werd. Voor het eerst promoveerde men zo naar het hoogste provinciale niveau.
In 2015 werd White Star kampioen in de Eerste Provinciale en promoveerde zo voor het eerst naar de nationale reeksen. Tijdens het seizoen werd besloten om alleen nog met de belofteploeg te spelen. Na een jaar nationaal voetbal zakte de ploeg daarom terug naar Eerste Provinciale.
In 2017 besloot White Star Adinkerke om het seizoen 2017-2018 niet aan te vatten met een eerste ploeg. In december 2017 werd besloten om vanaf volgende seizoen (2018/19) weer aan te vatten met een eerste ploeg; de club zou starten in Vierde Provinciale West-Vlaanderen A.
In 2024 herhaalde zich het zelfde scenario. White Star Adinkerke bracht in het seizoen 2024-25 geen eerste ploeg in competitie.

## Resultaten
| Seizoen | Klasse | Klasse | Klasse | Klasse | Klasse | Klasse | Klasse | Klasse | Klasse | Reeks                                                    | Punten                                                   | Opmerkingen                                              |
|         | I      | I      | II     | III    | IV     | P.I    | P.II   | P.III  | P.IV   |                                                          |                                                          |                                                          |
| ------- | ------ | ------ | ------ | ------ | ------ | ------ | ------ | ------ | ------ | -------------------------------------------------------- | -------------------------------------------------------- | -------------------------------------------------------- |
| 2005/06 |        |        |        |        |        |        | 10     |        |        | Tweede prov. W-Vl                                        | 40                                                       |                                                          |
| 2006/07 |        |        |        |        |        |        | 13     |        |        | Tweede prov. W-Vl                                        | 33                                                       |                                                          |
| 2007/08 |        |        |        |        |        |        | 14     |        |        | Tweede prov. W-Vl                                        | 25                                                       |                                                          |
| 2008/09 |        |        |        |        |        |        |        | 2      |        | Derde prov. W-Vl                                         | 62                                                       |                                                          |
| 2009/10 |        |        |        |        |        |        | 6      |        |        | Tweede prov. W-Vl                                        | 47                                                       |                                                          |
| 2010/11 |        |        |        |        |        |        | 3      |        |        | Tweede prov. W-Vl                                        | 51                                                       |                                                          |
| 2011/12 |        |        |        |        |        |        | 3      |        |        | Tweede prov. W-Vl                                        | 51                                                       |                                                          |
| 2012/13 |        |        |        |        |        |        | 1      |        |        | Tweede prov. W-Vl                                        | 63                                                       |                                                          |
| 2013/14 |        |        |        |        |        | 5      |        |        |        | Eerste prov. W-Vl                                        | 46                                                       |                                                          |
| 2014/15 |        |        |        |        |        | 1      |        |        |        | Eerste prov. W-Vl                                        | 64                                                       |                                                          |
| 2015/16 |        |        |        |        | 16     |        |        |        |        | Vierde klasse A                                          | 14                                                       |                                                          |
|         | 1A     | 1B     | 1Am    | 2Am    | 3Am    | P.I    | P.II   | P.III  | P.IV   | Vanaf 2016-17 zijn er 3 nationale en 2 regionale niveaus | Vanaf 2016-17 zijn er 3 nationale en 2 regionale niveaus | Vanaf 2016-17 zijn er 3 nationale en 2 regionale niveaus |
| 2016/17 |        |        |        |        |        | 16     |        |        |        | Eerste prov. W-Vl                                        | 7                                                        |                                                          |
| 2017/18 |        |        |        |        |        |        |        |        |        |                                                          |                                                          | Geen eerste ploeg tijdens seizoen 2017-2018              |
| 2018/19 |        |        |        |        |        |        |        |        | 10     | Vierde prov. W-Vl                                        | 23                                                       |                                                          |
| 2019/20 |        |        |        |        |        |        |        |        | 3      | Vierde prov. W-Vl                                        | 44                                                       | Promotie                                                 |
| 2020/21 |        |        |        |        |        |        |        | -      |        | Derde prov. W-Vl.A                                       | -                                                        | Seizoen geschrapt wegens Covid-19                        |
| 2021/22 |        |        |        |        |        |        |        | 15     |        | Derde prov. W-Vl.A                                       | 11                                                       | Degradatie                                               |
| 2022/23 |        |        |        |        |        |        |        |        | 6      | Vierde prov. W-Vl.A                                      | 52                                                       |                                                          |
| 2023/24 |        |        |        |        |        |        |        |        | 10     | Vierde prov. W-Vl.A                                      | 35                                                       |                                                          |
| 2024/25 |        |        |        |        |        |        |        |        |        |                                                          |                                                          | Geen eerste ploeg tijdens seizoen 2024-2025              |
| 2025/26 |        |        |        |        |        |        |        |        |        | Vierde prov. W-Vl. A                                     |                                                          |                                                          |